# ミラノ万国博覧会 (1906年)
1906年のミラノ万国博覧会（ミラノばんこくはくらんかい, Esposizione internazionale del Sempione, Expo 1906）は、1906年4月28日から11月11日までイタリアのミラノで開催された国際博覧会である。25ヶ国が参加し、会期中1000万人が来場した。